# Philus curticollis
Philus curticollis is een keversoort uit de familie Vesperidae. De wetenschappelijke naam van de soort werd in 1930 gepubliceerd door Maurice Pic.